# 重箱

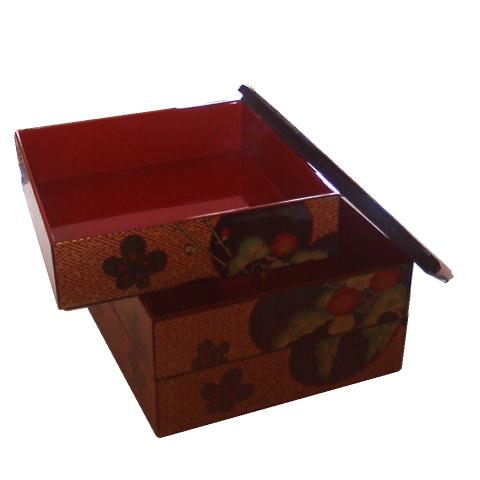
四角の重箱

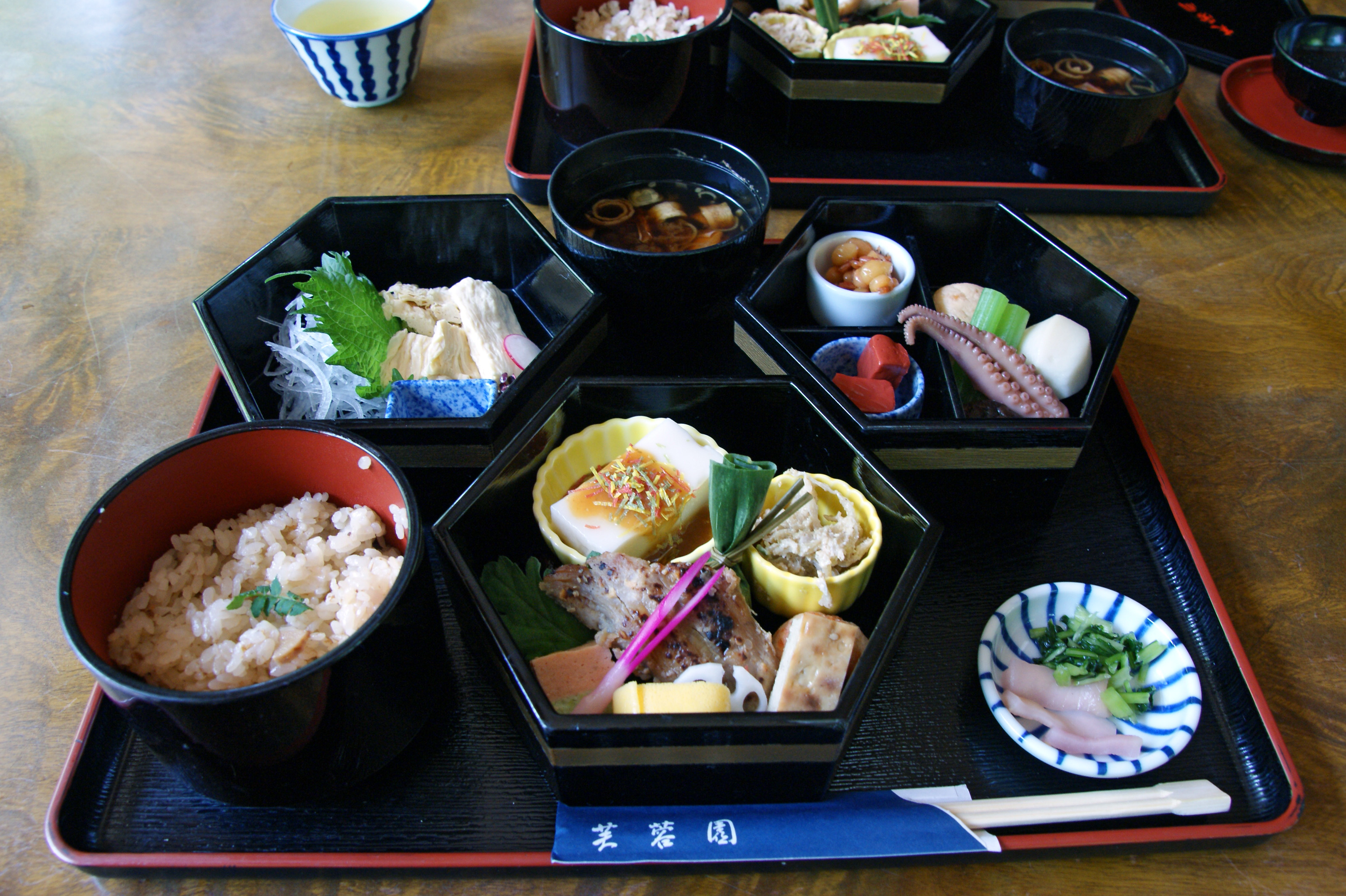
料理を入れた六角の重箱

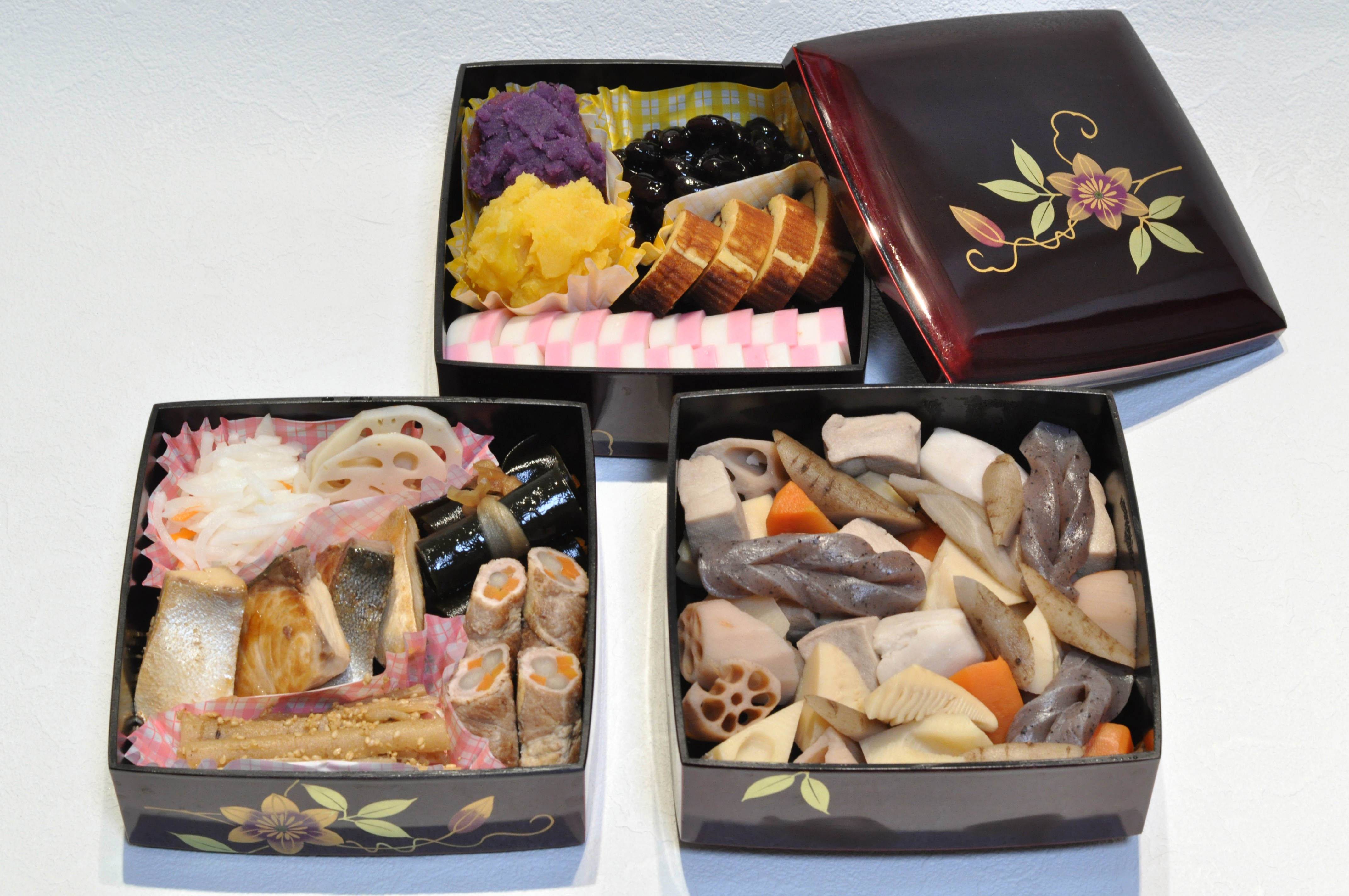
重箱に入ったおせち料理

重箱（じゅうばこ）とは二重から五重に積み重ねられ最上段に蓋を付けたハレの箱である。四季を表す四重が正式とされる。4段目は四の字忌避で「与の重」と呼ぶ。
形状は四角が一般的であるが円形や六角形、八角形のものもある。今日では主に正月のおせち料理、花見や運動会などの弁当、また鰻重の容器に使われる。
木製の物や漆器、合成樹脂などの素材で作られることが多い。なかには紙製のものや、陶磁器で作られたものなどもある。美術品としては尾形光琳の「蒔絵梅椿若松図重箱」などが有名。
重箱に提げ手を付けて持ち運べるようにした提げ重箱（提重、提げ重）もある。

## 歴史
室町時代の文献の中に既に「重箱」の記述を見ることができるので、その歴史はかなり古いと考えられる。
一般庶民に普及したのは江戸時代（1610年）で、本格的に重箱が製造されてからである。武家や大名のもとでは、漆塗や蒔絵の豪華なものも作られた。また、狩りなどに出かけるときに持ち運びに便利なものも使用された。
最近はポリプロピレンなどの新素材による容器（いわゆる弁当箱）が普及し、目にする機会は次第に少なくなってきている。またおせち料理を大量に製造販売するために使用される業務用の紙やプラスチック製の使い捨ての重箱も出回っている。
もとは中国の撞盒と食籠（じきろう、六角形や八角形の重ねて使用する容器）だったものが、日本に伝来して重箱になった。

## 産地
漆器で作られた重箱はその産地により、名称が異なる。主な漆器物産地は以下の通り。
- 津軽塗（青森県弘前）
- 秀衡塗（岩手県盛岡）
- 能代春慶（秋田県能代）
- 川連漆器（秋田県稲川）
- 本荘漆器（秋田県本荘）
- 鳴子漆器（宮城県鳴子）
- 仙台漆器（宮城県仙台）
- 喜多方漆器（福島県喜多方）
- 会津塗（福島県会津若松）
- 粟野春慶（茨城県桂）
- 日光漆器（栃木県日光）
- 東京漆器（東京都）
- 鎌倉彫（神奈川県鎌倉）
- 芝山漆器（神奈川県横浜）
- 小田原漆器（神奈川県小田原）
- 村上堆朱（新潟県村上）
- 新潟漆器（新潟県新潟）
- 木曽漆器（長野県樽川）
- 高岡漆器（富山県高岡）
- 城端漆器（富山県城端）
- 魚津漆器（富山県魚津）
- 金沢漆器（石川県金沢）
- 輪島塗（石川県輪島）
- 山中漆器（石川県山中）
- 越前漆器（福井県鯖江）
- 若狭塗（福井県小浜）
- 飛騨春慶（岐阜県高山）
- 静岡漆器（静岡県静岡）
- 京都器（京都府）
- 紀州塗（和歌山県海南）
- 奈良漆器（奈良県奈良）
- 烏城彫（岡山県岡山）
- 八雲塗（島根県出雲）
- 大内塗（山口県山口）
- 香川漆器（香川県高松）
- 桜井漆器（愛媛県今治）
- 土佐古代塗（高知県高知）
- 藍胎漆器（福岡県久留米）
- 宮崎漆器（宮崎県宮崎）
- 日田漆器（大分県日田）
- 琉球漆器（沖縄県那覇）

## ことわざ
- 重箱の隅を楊枝で穿（）くる。
- 重箱の隅を穿くる（「重箱の隅をつつく」ともいう）。

## ギャラリー

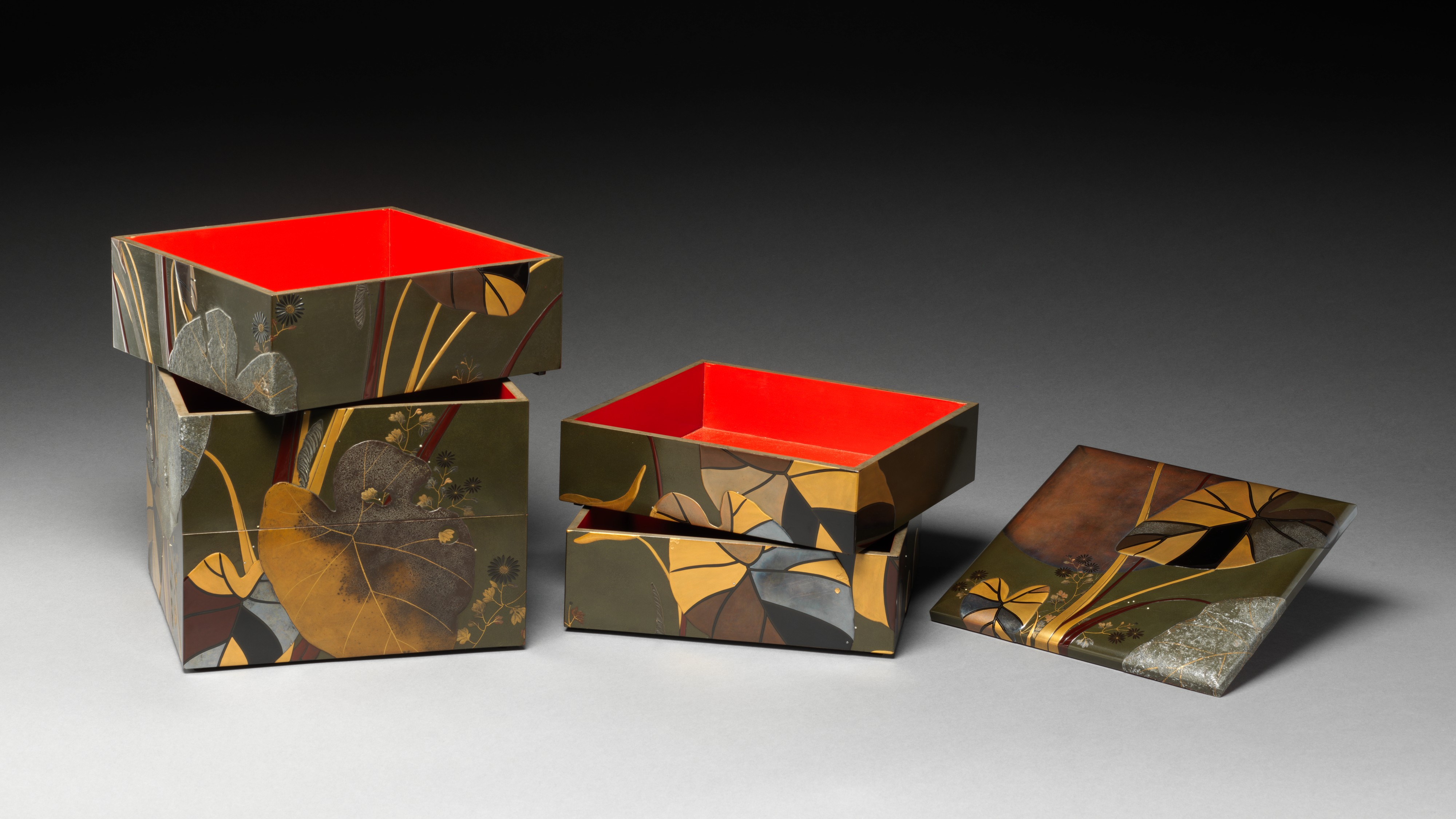
里芋菊蒔絵重箱。柴田是真の重箱（19世紀）
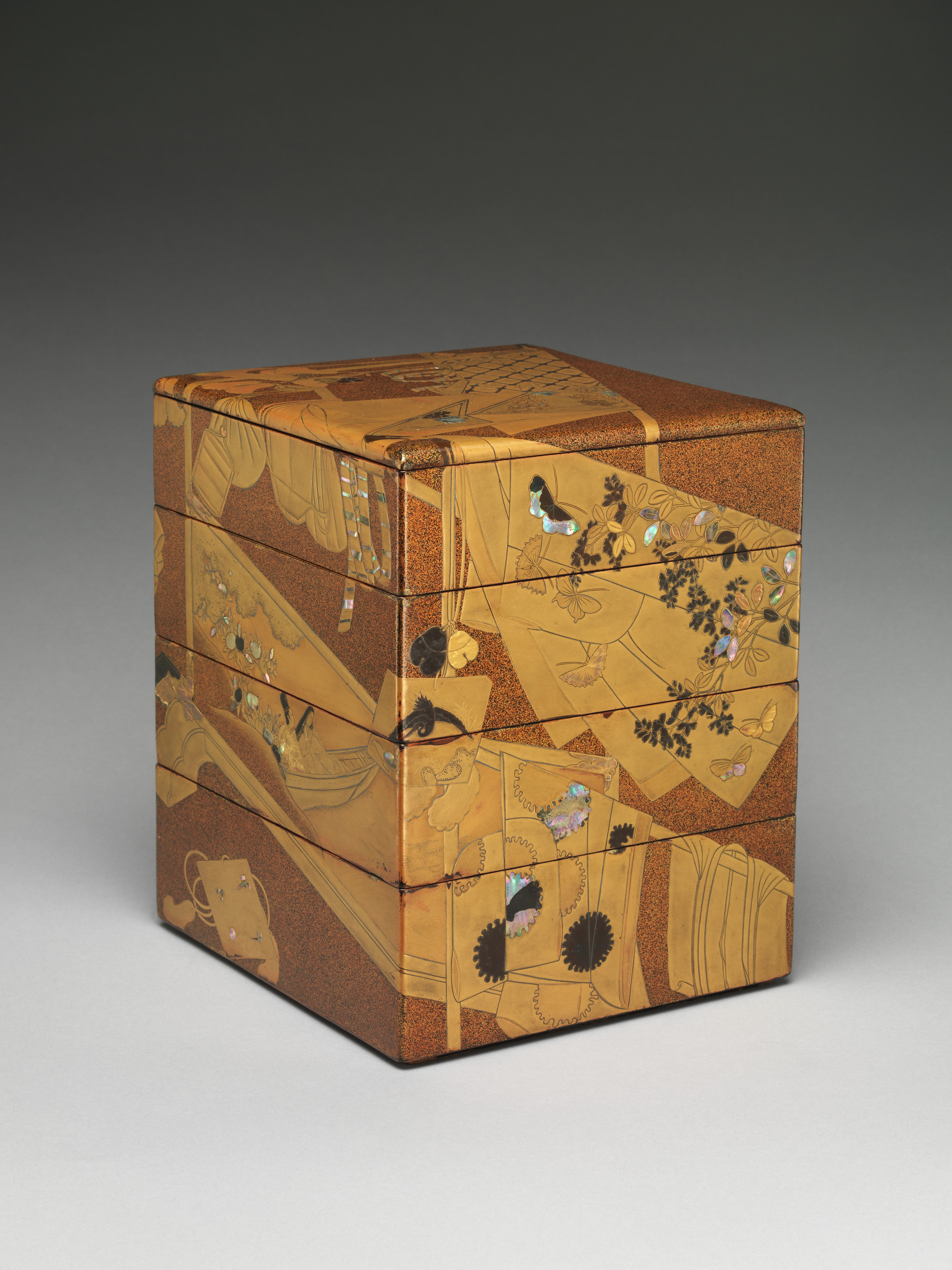
誰ヶ袖蒔絵重箱（18世紀）